# Karl von Knobloch (General, 1773)
Sigismund Erhard Karl von Knobloch (* 16. September 1773 in Berlin; † 7. Juli 1858 auf Neu-Mexiko bei Stargard) war ein preußischer Generalmajor.

## Leben

### Herkunft
Seine Eltern waren der preußische Major im Infanterieregiment „von Thüna“ Philipp Wilhelm von Knobloch (* 4. März 1729; † 27. November 1778) und dessen Ehefrau Christiane Wilhelmine, geborene (von) Gotter (* 12. Dezember 1735; † 18. März 1811).

### Laufbahn
Ab 1. September 1785 besuchte Knobloch das Kadettenhaus in Berlin und wurde am 4. April 1789 als Gefreitenkorporal im Infanterieregiment „Alt-Bornstedt“ der Preußischen Armee angestellt. Dort avancierte er am 5. März 1793 zum Fähnrich und nahm 1794/95 während des Feldzuges in Polen an den Gefechten bei Konin, Kolo, Lowitsch und der Belagerung von Warschau teil.
Am 9. Mai 1795 wurde Knobloch ohne Patent zum Sekondeleutnant befördert. Das Patent zu diesem Dienstgrad erhielt er am 29. Oktober 1803 mit Datum vom 1. Februar 1795. In den Jahren 1803/04 wurde Knobloch infolge seines Interesses und Verständnisses für das Remontewesen in die Ukraine geschickt. Das war für einen Infanterieoffizier sehr ungewöhnlich. Am 25. April 1804 wurde er dann zum Premierleutnant befördert. Am 8. Januar 1805 wechselte er zur Kavallerie über und wurde im Husarenregiment „von Gettkandt“ angestellt. Während des  Vierten Koalitionskrieges nahm er am Gefecht bei Neustadt in Schlesien teil und kam am 3. April 1807 in das Korps „Marwitz“.
Nach dem Frieden von Tilsit wurde Knobloch am 3. Januar 1808 in die Husareneskadron „von Rudorff“ versetzt. Von dort kam er am 6. April 1809 in das Brandenburgischen Husaren-Regiment, wo er am 8. September 1809 zum Stabsrittmeister sowie am 3. Juni 1811 zum Rittmeister und Eskadronchef aufstieg. Zwei Eskadronen kamen zum 2. kombinierten Husaren-Regiment, welches 1812 an der Seite Frankreichs am Feldzug in Russland teilnahm. Knobloch kämpfte in den Gefechten bei Ostrowno, Witebsk, Krasnoje, Smolensk und Borodino. Er wurde bei Borodino verwundet. Für den Feldzug erhielt er am 22. August 1812 das Kreuz der Ehrenlegion und am 18. Februar 1813 den Orden Pour le Mérite. Außerdem wurde er am 19. Februar 1812 zum Major befördert und am 2. Dezember 1813 zum Kommandeur des National-Kavallerie-Regiments ernannt. Während der Befreiungskriege kämpfte er in den Schlachten bei Bautzen, an der Katzbach, Leipzig, Laon und Paris. Bei Leipzig erwarb er sich das Eiserne Kreuz II. Klasse und den Orden des Heiligen Wladimir IV. Klasse, für das Gefecht bei Coulommieres wurde Knobloch mit dem Eisernen Kreuz I. Klasse ausgezeichnet. Im Gefecht bei Trilport wurde er verwundet und erhielt den Orden der Heiligen Anna II. Klasse.
Am 21. Februar 1815 wurde Knobloch zum Oberstleutnant und Kommandeur des Garde-Husaren-Regiments ernannt. In dieser Stellung erfolgte am 30. März 1817 mit Patent vom 4. April 1817 seine Beförderung zum Oberst. Krankheitsbedingt war Knobloch nicht mehr feldverwendungsfähig. Er schied daher am 6. Oktober 1819 aus dem aktiven Dienst mit der Anwartschaft auf eine Kommandantenstelle und bezog Wartegeld. Am 3. Dezember 1819 wurde ihm die Erlaubnis erteilt, die Uniform des Garde-Husaren-Regiments zu tragen. Am 1. November 1825 bekam er das Dienstkreuz. Am 25. Februar 1833 erhielt er seinen Abschied mit dem Charakter als Generalmajor und Pension. Zusätzlich erhielt Knobloch am 22. April 1833 eine Geschenk von 300 Talern. Er starb am 7. Juli 1858 auf Neu-Mexiko (Kreis Saatzig).

### Familie
Er heiratete am 11. August 1809 in Kratzig Karoline Philippine Henriette von Kameke (* 19. April 1789; † 21. November 1870) aus dem Haus Kratzig. 